# 古城里
古城里是中華民國金門縣金城鎮的一個里，東北與賢庵里和珠沙里接壤，西北與金水里相連，南臨海，人口約三千人，轄金門城、古崗兩個聚落，以二聚落各取一字命名。
宋末江西辛氏率先入墾，明洪武二十年（1387年），江夏侯周德興築金門千戶所城，城周長630丈，可屯駐一千五百人，福州等地的王、邵、俞、倪、成等軍戶相繼遷入，嘉靖年間裁減守備，城池逐漸轉為民居和商業，永曆年間大量流民湧入金門，使本地成為繁榮的商業街，清康熙後由於遷界令逐漸衰落。